# Jesper Bøje Christensen
Jesper Bøje Christensen (Kopenhagen, 3 december 1944) is een Deens klavecimbelspeler en musicoloog.

## Levensloop
Christensen doceert klavecimbel, continuo kamermuziek en authentieke uitvoeringspraktijk aan de Schola Cantorum Basiliensis en als gastprofessor aan de Muziekhogeschool van Lyon en het Centre de Musique Ancienne van Genève. Daarnaast geeft hij talrijke meestercursussen (Rome, Milaan, Cremona, Ravenna, Berlijn, Neurenberg, Salamanca, Innsbruck). Hij is vooral een specialist van de basso continuo.
Christensen was jurylid in 1992, 1995, 1998 en 2001 voor het internationale klavecimbelconcours in het kader van het Festival Oude Muziek in Brugge.

## Publicaties
- Zur Generalbass-Praxis bei Händel und Bach, Schola Cantorum, Jaarboek 1985
- Die Grundlagen des Generalbaßspiels im 18. Jahrhundert, Kassel 1992 en Bärenreiter 2002
- Les fondements de la basse continue au XVIIIe siecle, Bärenreiter, 1995
- (samen met Jörg-Andreas Bötticher) Generalbass, in: Musiklexikon, Musik in Geschichte und Gegenwart.

## Discografie
Christensen heeft talrijke opnamen gerealiseerd, waaronder:
- J. Matheson: 12 sonates
- Arcangelo Corelli: vioolsonates en concerti grossi
- Telemann: kamermuziek met twee klavecimbels

- Bibsys: 99066866
- Bibliothèque nationale de France: cb13927416q (data)
- Gemeinsame Normdatei: 134803302
- International Standard Name Identifier: 0000 0001 1680 9718
- Library of Congress Control Number: n84005877
- Nationale Bibliotheek van Letland: 000103121
- MusicBrainz: da1ff2ac-6264-4841-8aff-f9f949ffe1e0
- Nationale Bibliotheek van Tsjechië: pna2007389118
- Nationale Bibliotheek van Israël: 987007453916405171
- Nederlandse Thesaurus van Auteursnamen: 263151522
- Istituto Centrale per il Catalogo Unico: MILV206078
- Système universitaire de documentation: 179749889
- Virtual International Authority File: 85116710
- WorldCat: E39PBJwtjrkYKy3wYF6QtCPYT3